# 松岡一哲
松岡 一哲（まつおか いってつ、1978年 - ）は、日本の写真家。

## 経歴
岐阜県出身。
日本大学芸術学部写真学科を卒業し、スタジオ所属後に、フリーカメラマンとなる。広告宣伝用写真を中心として活動した。
2008年には自身のスタジオ「テルメギャラリー」を設立した。2018年には妻をテーマとした500ページを超える写真集『マリイ』を刊行した。令和初期(2023年）に堀田真由25歳記念の写真集などを撮影した。

## 写真集
- 『通学路 岐阜』スープデザイン、2010年
- 『世界のともだち　フィンランド』偕成社、2013年
- 『Purple Matter』THERME Books、2013年
- 『white」THERME Books、2014年
- 『マリイ』エムエムブックス、2018年
- 『イマ 今田美桜』KADOKAWA、2019年
- 『あの ファースト写真集「ANOther」』集英社、2019年
- 『Pegasus01 古川琴音』Azeddine press、2019年
- 『やさしいだけ』THERME Books、2020年